# 密花马钱
密花马钱（学名：Strychnos ovata）为马钱科马钱属下的一个种。

## 扩展阅读
維基物種上的相關：密花马钱